# Девід Швіммер

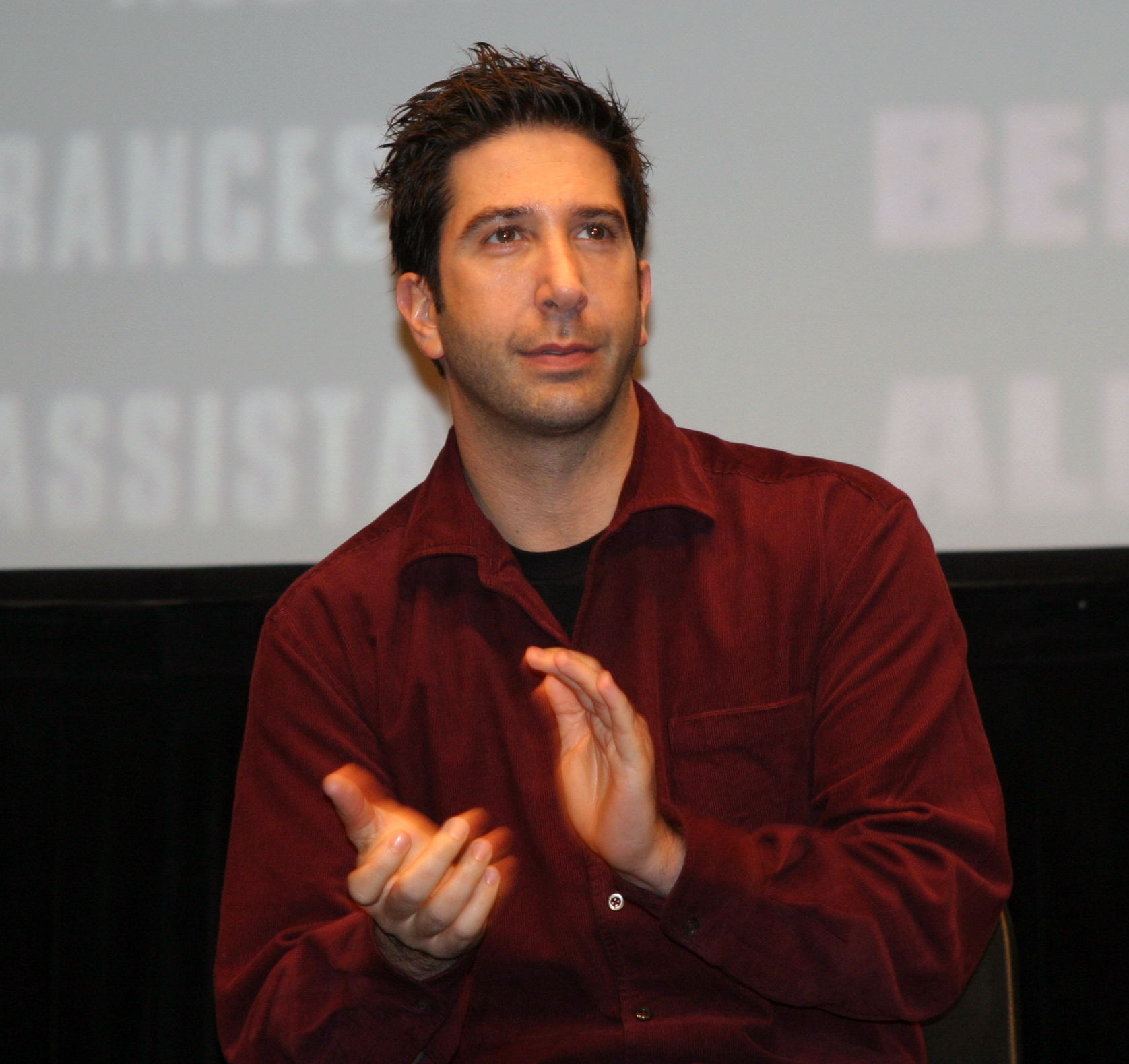
2007

Девід Швіммер (англ. David Schwimmer; народився 2 листопада 1966 року в Нью-Йорку, США) — американський актор, триразовий номінант на премію «Еммі». Найбільш відомий роллю Роса Ґеллера в серіалі «Друзі».

## Біографія
Народився 2 листопада 1966 в Нью-Йорку в сім'ї адвокатів, але незабаром родина переїжджає до Лос-Анджелеса. Навчаючись у школі Беверлі-Гіллз (Beverly Hills High) брав участь у багатьох виставах, у тому числі «Щоденник Анни Франк». Після закінчення театрального факультету Північно-західного Університету разом з однокурсниками створив театр «Лукінгглас» («Lookingglass»), а також асоціацію акторів, сценаристів і режисерів. Сам поставив декілька вистав і багато знімався на телебаченні.

## Особисте життя
Наприкінці 1990-х Швіммер зустрічався зі співачкою Наталі Імбрулья. Швіммер і Дженніфер Еністон під час серіалу HBO Max «Друзі: Возз’єднання» зізналися, що були закохані одне в одного на початку зйомок хітового ситкому «Друзі». Швіммер почав стосунки з британською художницею Зої Бакман у 2007 році, і вони одружилися 4 червня 2010 року. У 2011 році народилася їхня донька Клео Бакман Швіммер. У квітні 2017 року пара оголосила, що «розлучається». Пізніше того ж року вони розлучилися. Швіммер та його колишня дружина в хороших стосунках і продовжують спільно виховувати дитину. Він намагається тримати своє особисте життя якомога далі від засобів масової інформації, щоб вберегти дитинство своєї дочки.

## Фільмографія

### Актор
| Рік       |     | Українська назва                                            | Оригінальна назва                                           | Роль                  |
| --------- | --- | ----------------------------------------------------------- | ----------------------------------------------------------- | --------------------- |
| 1982      | с   | Поліцейський відділ!                                        | Police Squad!                                               | пацієнт               |
| 1989      | тф  | Смертельна тиша                                             | A Deadly Silence                                            | Роб Чуччо             |
| 1991      | ф   | Політ «Порушника»                                           | Flight of the Intruder                                      | черговий офіцер       |
| 1991—1992 | с   | Чудові роки                                                 | The Wonder Years                                            | Майкл                 |
| 1992—1993 | с   | Закон Лос-Анжелеса                                          | L.A. Law                                                    | Дана Ромні            |
| 1992      | ф   | Міст                                                        | Crossing the Bridge                                         | Джон Андерсон         |
| 1993      | ф   | Двадцять доларів                                            | Twenty Bucks                                                | Ніл Кемпбел           |
| 1993      | с   | Поліція Нью-Йорка                                           | NYPD Blue                                                   | Джош Гольдштейн       |
| 1993      | с   | Витончена квітка                                            | Blossom                                                     | Сонні Каталано        |
| 1993      | кф  |                                                             | The Pitch                                                   | Вінні                 |
| 1993      | ф   | Офіціант                                                    | The Waiter                                                  | злий офіціант         |
| 1994      | ф   | Вовк                                                        | Wolf                                                        | поліцейський          |
| 1994      | с   | Монті                                                       | Monty                                                       | Грег Річардсон        |
| 1994—2004 | с   | Друзі                                                       | Friends                                                     | Рос Геллер            |
| 1995      | с   | Самотній хлопець                                            | The Single Guy                                              | доктор Росс Геллер    |
| 1995      | кф  |                                                             | The Party Favor                                             |                       |
| 1996      | ф   | Чужі похорони                                               | The Pallbearer                                              | Том Томпсон           |
| 1996      | с   | Швидка допомога                                             | ER                                                          | доктор Карубян        |
| 1997      | тф  | Імплантатори                                                | Breast Men                                                  | доктор Кевін Сондерс  |
| 1998      | тф  | Де тебе носило                                              | Since You've Been Gone                                      | Роберт С. Левітт      |
| 1998      | ф   | Поцілунок понарошку                                         | Kissing a Fool                                              | Макс Еббітт           |
| 1998      | ф   | Шість днів, сім ночей                                       | Six Days Seven Nights                                       | Френк Мартін          |
| 1998      | ф   | Здібний учень                                               | Apt Pupil                                                   | Едвард Фраенч         |
| 1998      | ф   | Тонка рожева лінія                                          | The Thin Pink Line                                          | Келлі Гудіш / Джей Ті |
| 1999      | ф   | Лють                                                        | All the Rage                                                | Кріс                  |
| 2000      | ф   | Любов і секс                                                | Love & Sex                                                  | Jehovah's Witness     |
| 2000      | ф   | По шматочках                                                | Picking Up the Pieces                                       | Лео Джером            |
| 2001      | ф   | Готель                                                      | Hotel                                                       | Джонатан Дандерфін    |
| 2001      | тф  | Повстання                                                   | Uprising                                                    | Іцхак Цукерман        |
| 2001      | с   | Брати по зброї                                              | Band of Brothers                                            | капітан Герберт Собел |
| 2004      | с   | Стримай свій ентузіазм                                      | Curb Your Enthusiasm                                        | Девід Швіммер         |
| 2004      | тф  |                                                             | Friends: The One Before the Last One — Ten Years of Friends | доктор Росс Геллер    |
| 2005      | кф  |                                                             | Friends Gag Reel: Season 9                                  | Росс Геллер           |
| 2005      | мф  | Мадагаскар                                                  | Madagascar                                                  | Мельман               |
| 2005      | ф   | Дуейн Хопвуд                                                | Duane Hopwood                                               | Дуейн Гопвуд          |
| 2006      | ф   | Повний облом                                                | Big Nothing                                                 | Чарлі                 |
| 2007      | ф   | Біжи, товстуне, біжи                                        | Run Fatboy Run                                              | в титрах не вказаний  |
| 2007      | с   | 30 потрясінь                                                | 30 Rock                                                     | Грінзо / Джаред       |
| 2008      | ф   | Нічого окрім правди                                         | Nothing But the Truth                                       | Рей Армстронг         |
| 2008      | мф  | Мадагаскар 2: Втеча до Африки                               | Madagascar: Escape 2 Africa                                 | Мельман               |
| 2009      | мф  | Веселого Мадагаскару                                        | Merry Madagascar                                            | Мельман               |
| 2009      | с   | Красені                                                     | Entourage                                                   | Девід Швіммер         |
| 2012      | ф   | Джон Картер: між двох світів                                | John Carter                                                 | молодий воїн Тарк     |
| 2012      | ф   | Мадагаскар 3                                                | Madagascar 3: Europe's Most Wanted                          | Мельман               |
| 2012      | ф   | Крижаний                                                    | The Iceman                                                  | Джош Розенталь        |
| 2012      | с   | Вебтерапія                                                  | Web Therapy                                                 | Н'ювел Міллер         |
| 2013      | мф  | Мадагаскар: Любовна лихоманка                               | Madly Madagascar                                            | Мельман               |
| 2014      | тф  | Незворотний                                                 | Irreversible                                                |                       |
| 2015      | с   | Епізоди                                                     | Episodes                                                    | Девід Швіммер         |
| 2015—2016 | с   | Американська історія злочинів: Народ проти О. Джей Сімпсона | American Crime Story                                        | Роберт Кардашян       |
| 2021      | док | Друзі: Возз'єднання                                         | Friends: The Reunion                                        | у ролі самого себе    |
| 2023      | с   | Екстраполяції                                               | Extrapolations                                              | Гарріс Ґолдблат       |

### Режисер
| Рік       |    | Українська назва            | Оригінальна назва      | Роль    |
| --------- | -- | --------------------------- | ---------------------- | ------- |
| 1998      | тф | Де тебе носило              | Since You've Been Gone | режисер |
| 1999—2004 | с  | Друзі                       | Friends                | режисер |
| 2004—2005 | с  | Джої                        | Joey                   | режисер |
| 2004      | с  | Шоу Трейсі Моргана          | The Tracy Morgan Show  | режисер |
| 2004      | тф | Американа                   | Americana              | режисер |
| 2004      | тф |                             | Nevermind Nirvana      | режисер |
| 2005      | тф | Запах нової машини          | New Car Smell          | режисер |
| 2007      | ф  | Біжи, товстуне, біжи        | Run Fatboy Run         | режисер |
| 2008      | с  | Маленька Британія в Америці | Little Britain USA     | режисер |
| 2010      | ф  | Довіра                      | Trust                  | режисер |
| 2014      | с  | Путівник по сімейному житті | Growing Up Fisher      | режисер |

### Продюсер
| Рік  |    | Українська назва    | Оригінальна назва | Роль                |
| ---- | -- | ------------------- | ----------------- | ------------------- |
| 1996 | ф  | Знімок Місяця       | Shoot the Moon    | виконавчий продюсер |
| 1998 | ф  | Поцілунок понарошку | Kissing a Fool    | виконавчий продюсер |
| 2003 | ф  | Гуманоїд            | Humanoid          | виконавчий продюсер |
| 2004 | тф |                     | Nevermind Nirvana | виконавчий продюсер |
| 2008 | ф  |                     | Fly Like Mercury  | виконавчий продюсер |
| 2010 | ф  | Довіра              | Trust             | продюсер            |
| 2014 | тф | Незворотний         | Irreversible      | виконавчий продюсер |

## Нагороди та номінації
| Нагорода                       | Рік  | Категорія                                                       | Робота                                                      | Результат |
| ------------------------------ | ---- | --------------------------------------------------------------- | ----------------------------------------------------------- | --------- |
| Еммі                           | 1995 | Найкращий актор другого плану комедійного серіалу               | Друзі                                                       | Номінація |
| Еммі                           | 2016 | Найкращий актор другого плану мінісеріалу або телефільму        | Американська історія злочинів: Народ проти О. Джей Сімпсона | Номінація |
| Еммі                           | 2021 | Найкраща спеціальна розважальна, музична або комедійна програма | Друзі: Возз'єднання                                         | Номінація |
| Премія Гільдії кіноакторів США | 1996 | Найкращий акторський склад у комедійному телесеріалі            | Друзі                                                       | Перемога  |
| Премія Гільдії кіноакторів США | 1999 | Найкращий акторський склад у комедійному телесеріалі            | Друзі                                                       | Номінація |
| Премія Гільдії кіноакторів США | 2000 | Найкращий акторський склад у комедійному телесеріалі            | Друзі                                                       | Номінація |
| Премія Гільдії кіноакторів США | 2001 | Найкращий акторський склад у комедійному телесеріалі            | Друзі                                                       | Номінація |
| Премія Гільдії кіноакторів США | 2002 | Найкращий акторський склад у комедійному телесеріалі            | Друзі                                                       | Номінація |
| Премія Гільдії кіноакторів США | 2003 | Найкращий акторський склад у комедійному телесеріалі            | Друзі                                                       | Номінація |
| Премія Гільдії кіноакторів США | 2004 | Найкращий акторський склад у комедійному телесеріалі            | Друзі                                                       | Номінація |
| Супутник                       | 2002 | Найкращий актор другого плану — телебачення                     | Брати по зброї                                              | Перемога  |